# Georgetown (Maine)
Georgetown è un comune degli Stati Uniti d'America, situato nello Stato del Maine, nella contea di Sagadahoc.